# Reclams Klaviermusikführer
Reclams Klaviermusikführer ist ein Musikführer in zwei Bänden. Er wurde erstmals 1967/68 vom Verlag Philipp Reclam jun. in Stuttgart herausgegeben und erscheint aktuell in der 8. Auflage.

## Aufbau und Inhalt
Der erste Band erscheint mit dem Untertitel Frühzeit, Barock und Klassik, der zweite mit Von Franz Schubert bis zur Gegenwart. Die beiden Bände enthalten jeweils einen Vorwortteil, den Lexikonteil und einen Anhang.
Der Lexikonteil enthält Lebensbilder (Biografien), musikgeschichtliche Einordnungen und Werkbeschreibungen der Komponisten. Dabei sind die Komponisten chronologisch nach Geburtsjahren angeordnet. Jeder hervorragende Komponist wird ausführlich mit seinen Klavierwerken (z. B. Präludien, Fugen, Sonaten, Fantasien, Variationen und Klavierkonzerten) vorgestellt. Zahlreiche Notenbeispiele erläutern die verbalen Aussagen. 
Der Anhang jedes Bandes enthält eine Bibliographie und ein alphabetisches Verzeichnis der Komponisten und ihrer Werke. Die Bände schließen jeweils mit dem Inhaltsverzeichnis.